# Francesco Messineo
Francesco Messineo (Cefalù, 13 maggio 1946) è un ex magistrato italiano.

## Biografia
Nel 1967 si è laureato in Giurisprudenza a Palermo. È stato docente di Diritto civile. È in magistratura dal 1971. Divenuto pretore ad Alcamo, nel 1973 è passato a Palermo come sostituto procuratore. Dal 1977 al 1980 è stato giudice del tribunale di Caltanissetta e nel 1986 è diventato sostituto procuratore generale a Palermo. Dal 1989 al 1994 è stato capo della allora Procura della Repubblica presso la Pretura Circondariale di Caltanissetta e poi procuratore di Termini Imerese. Nel maggio 2002 è tornato a Caltanissetta come Procuratore Capo presso il Tribunale, subentrando a Giovanni Tinebra. Aderente a Unità per la Costituzione, il gruppo centrista e maggioritario del CSM.
Dal 2006 è Procuratore della Repubblica presso il tribunale di Palermo e capo della Direzione distrettuale antimafia di Palermo, succedendo a Piero Grasso.
È membro della Fondazione Costa e della Fondazione Chinnici.
Nel 2014 va in pensione e al suo posto al vertice della procura palermitana arriva in dicembre Francesco Lo Voi.
Nel marzo 2016 il Presidente della Regione Siciliana Rosario Crocetta lo nomina commissario del consiglio comunale di Castelvetrano e dal 2 giugno 2017 anche del sindaco fino all'11 giugno 2017. Il 4 luglio 2017 si insedia come commissario straordinario del comune di Trapani, nominato da Crocetta il 28 giugno, restando in carica fino al 13 giugno 2018, quando gli subentra l'eletto Giacomo Tranchida.